# Kim Leakhena
Kim Liekena ((Jemer: គិម លក្ខិណា) (nacida en 1983) es una cantante pop y modelo camboyana. Tiene contrato con Rasmey Hang Meas Producción, una de las principales compañías de música en Camboya.

## Carrera
Leakhena entre su trabajo en solitario ha publicado un álbum recopilatorio con uno de los más exitosos cantantes de Camboya, Preap Sovath, titulado Do Re Mi. Su éxito, Bompay Madizone, es bastante conocida entre los jóvenes de Camboya. Su música va desde el género pop hasta el pop jemer como el ragga y rap.
Leakhena también ha lanzado un álbum en colaboración con Chhet Sovan Panha y Pich Sophea.

## Obras humanitarias
En agosto de 2005 actuó con otras estrellas del pop camboyana en Australia, un concierto auspiciado por una Radioemisora de Australia. Una serie de conciertos se celebraron en Melbourne, Sídney y Adelaida, titulado Khmer Stars Sing for Khmer Children in Australia (Las estrellas jemeres cantan por los niños jemeres en Australia), un evento que fue organizado por Save the Children Fund de Camboya en dicho país. 
Leakhena dedica su carrera a concientisar sobre los problemas que enfrentan los niños camboyanos, el tráfico humano y el abuso laboral. Las ganancias de muchos de sus eventos se destinan a apoyar la capacitación profesional y los programas de educación, incluyendo la salud e implementado centros de salud para la infancia en Camboya.